# 리스트레토

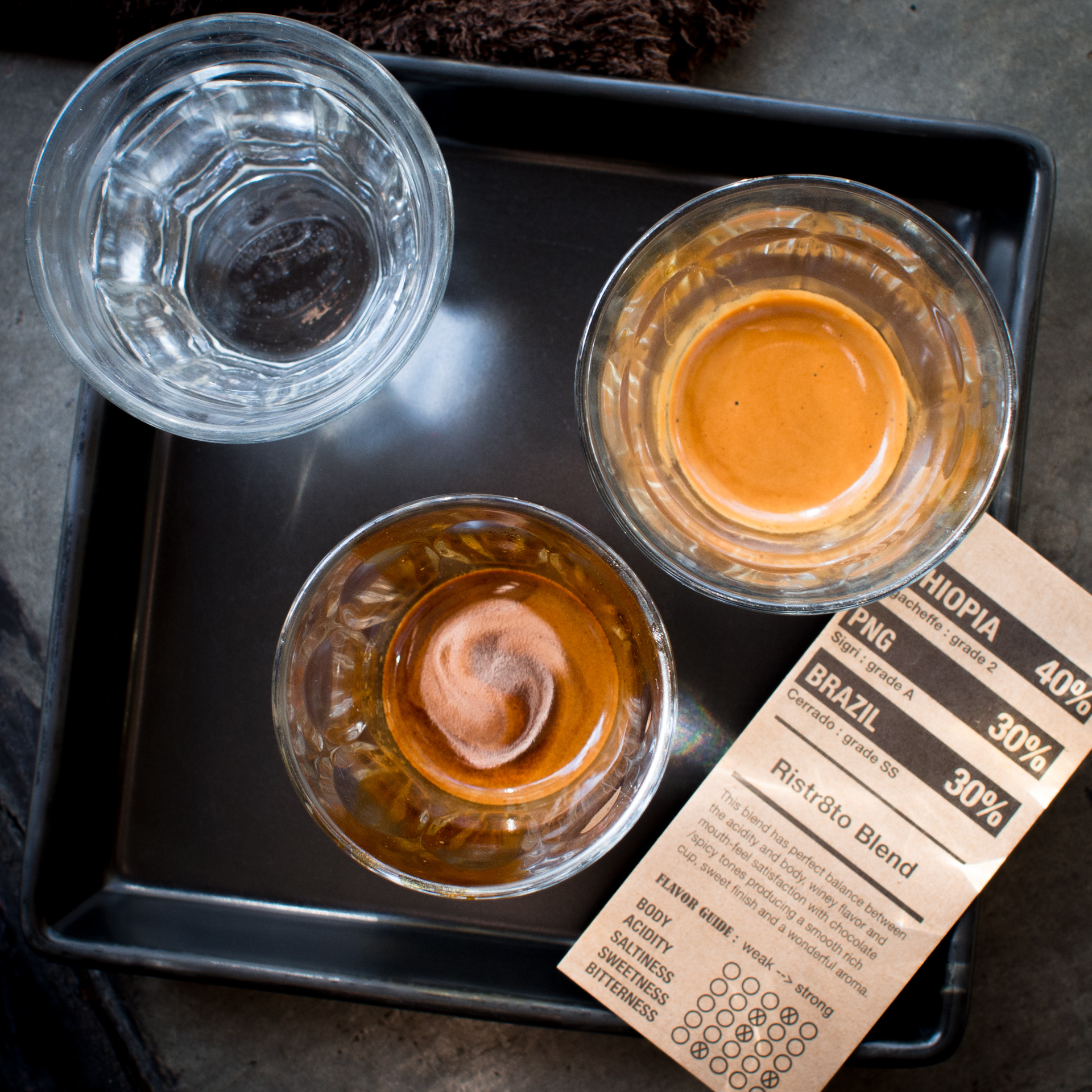
더블 리스트레토

리스트레토(Ristretto, 이탈리아어 발음: [risˈtretto])는 보다 농축된 에스프레소 커피의 "숏 샷"(short shot, 더블 바스켓에서 20ml(0.7 imp fl oz; 0.7 US fl oz))이다. 동일한 양의 분쇄 커피로 만들어지지만 절반의 물을 사용하여 더 미세한 분쇄(20~30초)로 추출된다. 일반적인 숏 샷은 리스트레토처럼 보일 수 있지만 실제로는 더 약하고 희석된 샷일 뿐이다. 리스트레토(이탈리아어로 "짧은, 좁은"을 의미)의 반대는 룽고("긴")로 물의 양이 두 배이다. 프랑스인들은 리스트레토를 카페 세레라고 부른다.
핸드 프레스 머신을 사용하든 자동 머신을 사용하든 일반 더블 샷은 일반적으로 약 14–18g(0.49–0.63oz)의 분쇄 커피를 약 40ml(2fl oz, 두 잔)로 추출하는 것으로 간주된다. 따라서 "더블 리스트레토"(double ristretto)는 같은 양의 커피 원두를 소비하지만 단 하나의 잔만 채운다.
커피에는 천 가지가 넘는 방향족 화합물이 포함되어 있다. 리스트레토의 화학 성분과 맛은 다음과 같은 세 가지 이유로 풀렝스 추출(full-length extraction)과 다르다.
1. 더 농축됨: 모든 추출의 첫 번째 부분이 가장 농축되어 있으며 그 색상은 일반적으로 다크 초콜릿과 엠버 사이에 있는 반면, 샷의 끝 부분은 훨씬 더 옅다. 사진, 오른쪽 위). 이것은 스트레이트 에스프레소 샷을 마실 때 중요한 요소이다.
2. 상이한 밸런스: 분쇄 커피의 다른 화학 화합물은 다른 속도로 뜨거운 물에 용해된다. 리스트레토는 추출 속도가 더 빠른 화합물의 상대적 비율이 더 높고, 과잉 추출의 특성이 있는 화합물이 상대적으로 적기 때문에 균형이 다르다.
3. 더 적은 총 추출물: 풀렝스 샷에 비해 리스트레토에서 추출되는 총 커피 화합물(카페인은 단 하나)이 더 적다. 이는 샷을 물이나 우유에 희석할 때 중요한 요소이다.

전통적으로 우유나 물이 담긴 더 큰 컵에 희석하지 않고 데미타스에서 마시는 스트레이트 리스트레토 샷은 더 진하고 풍부하며 쓴맛이 적고 더 진하다고 설명할 수 있다. 이러한 특성은 일반적으로 일반적으로 에스프레소에 기인하지만 리스트레토에서 더 두드러진다. 물(예: 아메리카노 또는 롱 블랙) 또는 우유(예: 라떼 또는 카푸치노)에 희석하면 리스트레토는 덜 쓰고 더 강렬한 "에스프레소" 특성을 나타낸다.

## 같이 보기
- 에스프레소